# Euthalia perdix
Euthalia perdix är en fjärilsart som beskrevs av Butler 1884. Euthalia perdix ingår i släktet Euthalia och familjen praktfjärilar. Inga underarter finns listade i Catalogue of Life.